# Blu
Il blu è uno dei colori dello spettro percepibile dall'occhio umano, è un colore primario, ed è classificato come "colore freddo". Si trova tra il ciano e il violetto e ha una lunghezza d'onda tra circa 435 e 500 nanometri. Nella codifica RGB, è uno dei tre colori primari additivi, insieme al verde e al rosso. Il suo colore complementare è il giallo. Il blu fa parte dell'arcobaleno assieme al rosso, arancione, giallo, verde, ciano, indaco e violetto. 
Il blu è il colore del cielo notturno, quando è chiaro e sereno, perché le molecole di gas che compongono l'atmosfera terrestre diffondono solo la luce blu, che ha lunghezza d'onda minore, mentre le lunghezze d'onda maggiori vengono assorbite.
Le grandi distese d'acqua (mari, laghi ecc.), con il cielo sereno spesso appaiono blu anche perché riflettono l'azzurro e il celeste del cielo, assumendo però una tonalità più scura in quanto le bande energetiche vengono assorbite in modo differente dall'acqua, facendo scomparire le radiazioni più deboli: prima il rosso, poi il giallo, poi il verde, lasciando come colore dominante il blu.

## Etimologia
La parola "blu" è un adattamento del corrispondente termine francese "bleu", anch'esso correntemente usato in italiano, e in modo prevalente fino agli anni ottanta. Il termine francese deriva dal provenzale antico blau, e questo dal franco blāo, che ha la stessa radice del latino blavus.

## In natura

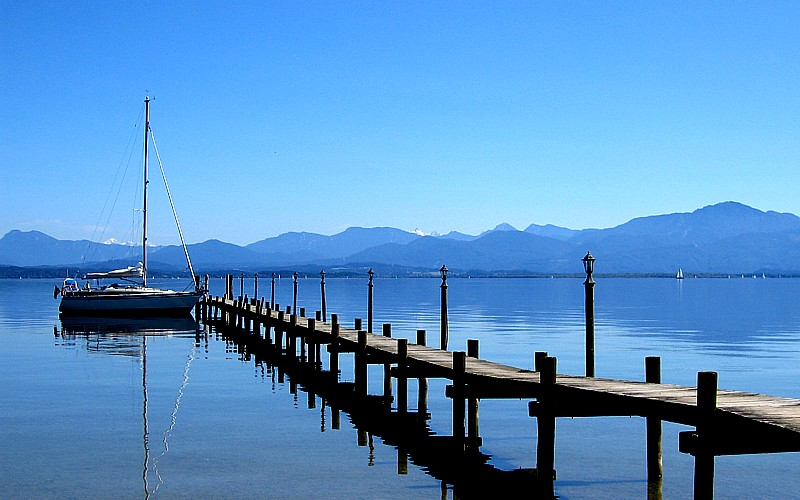
Il colore blu caratterizza, sulla Terra, il cielo e l'acqua presente nei bacini idrografici. Chiemsee (Germania)

Esempi di minerali che presentano un colore blu più o meno intenso sono l'ambra blu, l'azzurrite, lo zaffiro blu, l'agata blu, la boleite e la cornetite.

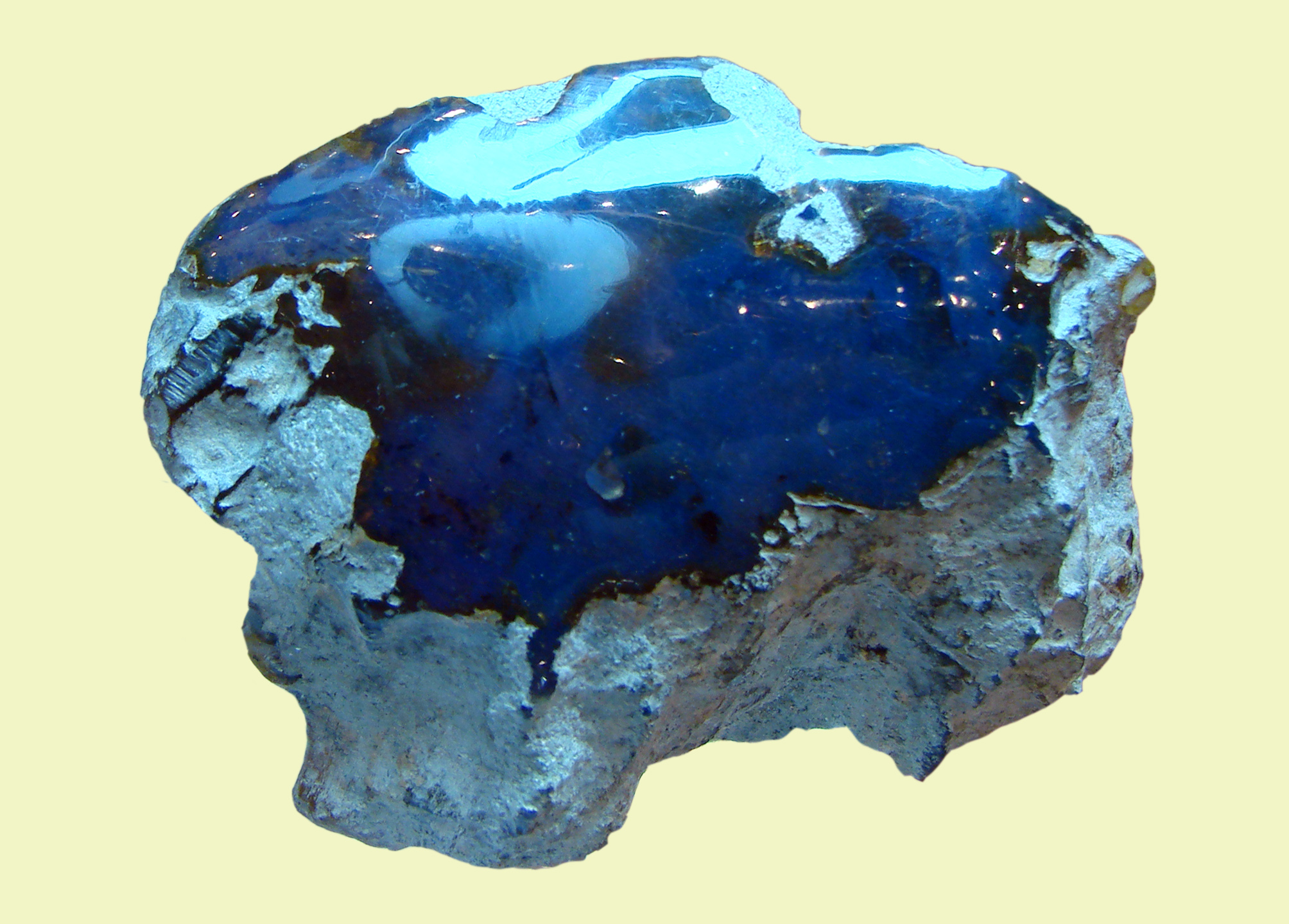
Ambra blu
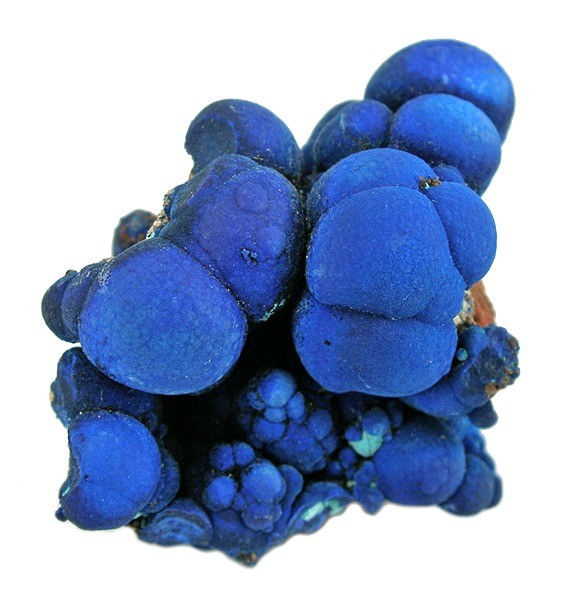
Azzurrite
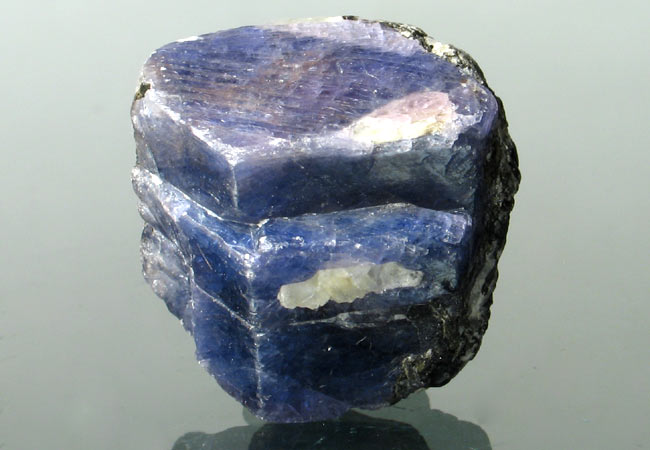
Zaffiro blu
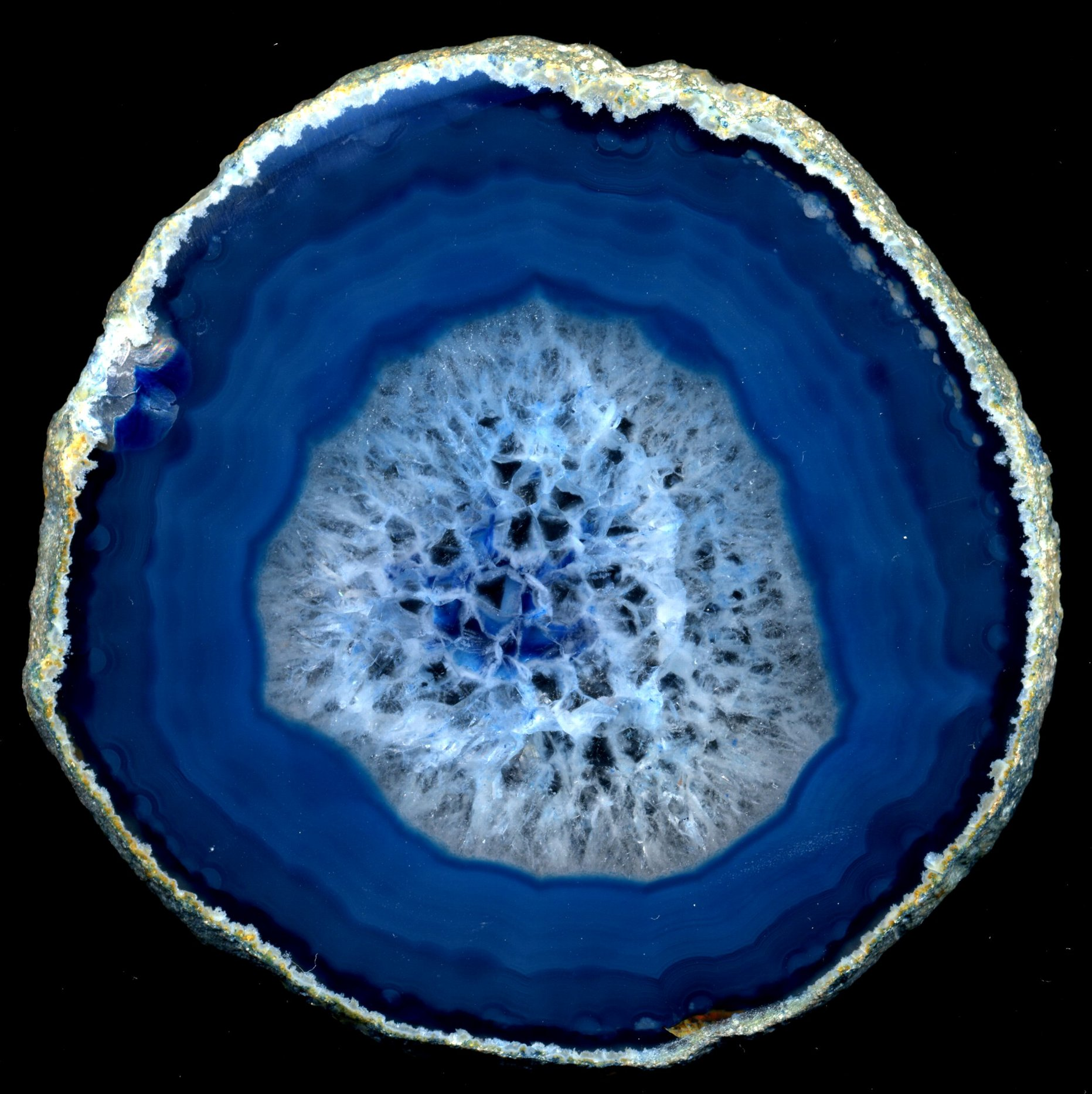
Agata blu
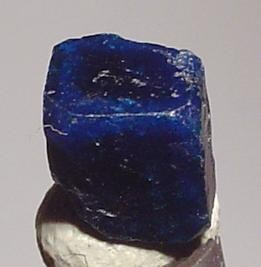
Boleite
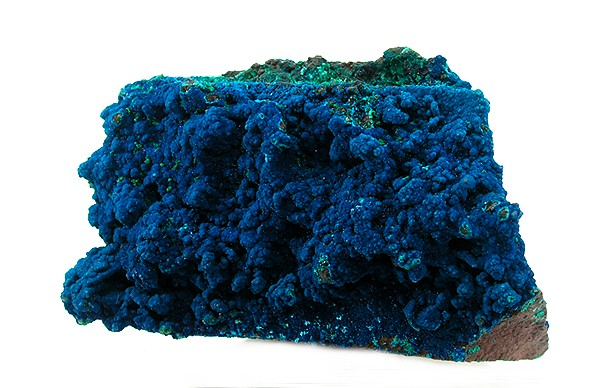
Cornetite

Talvolta foglie di alcuni specie vegetali (ad esempio Brassica oleracea var. capitata).

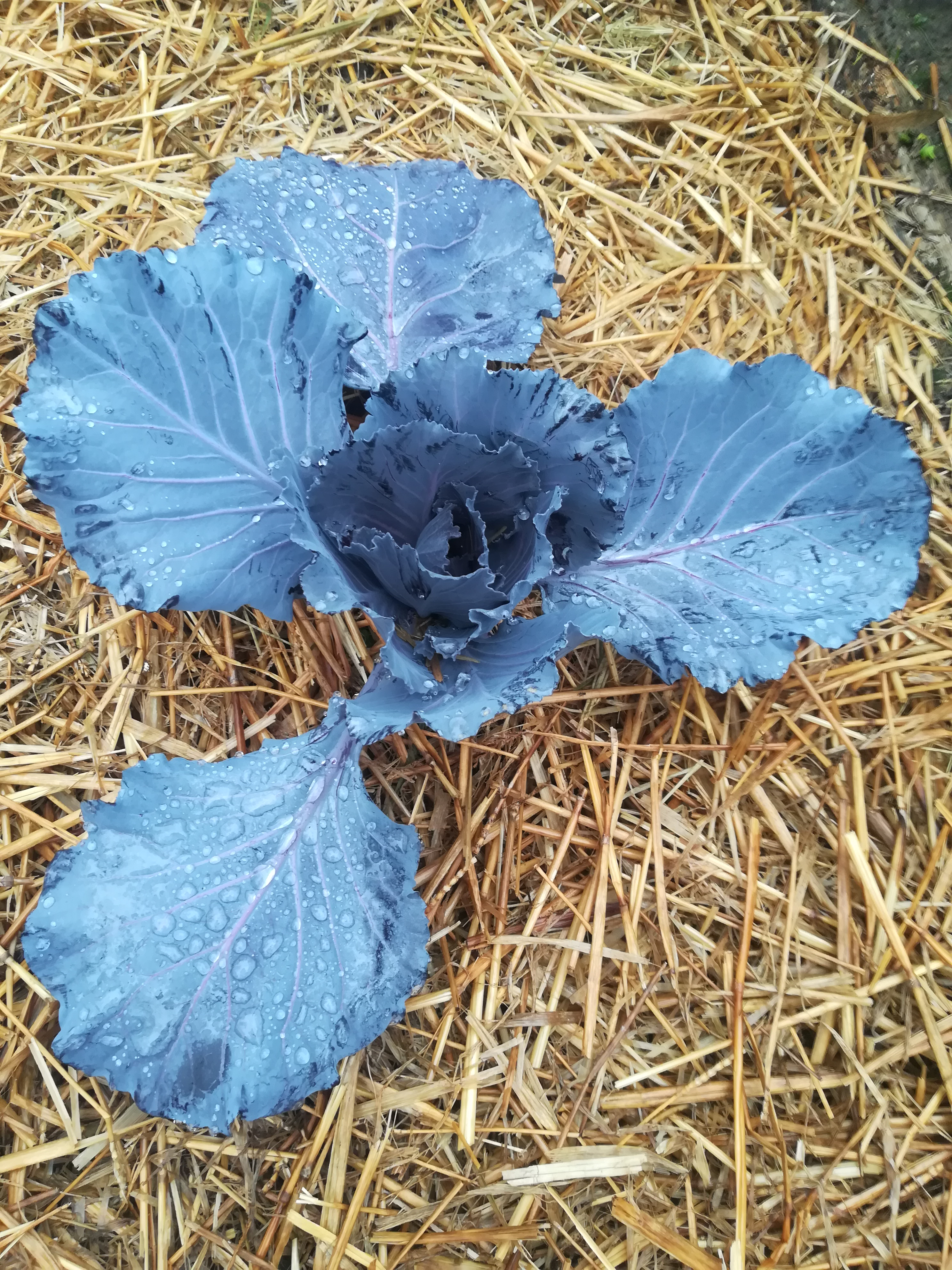
Brassica oleracea var. capitata
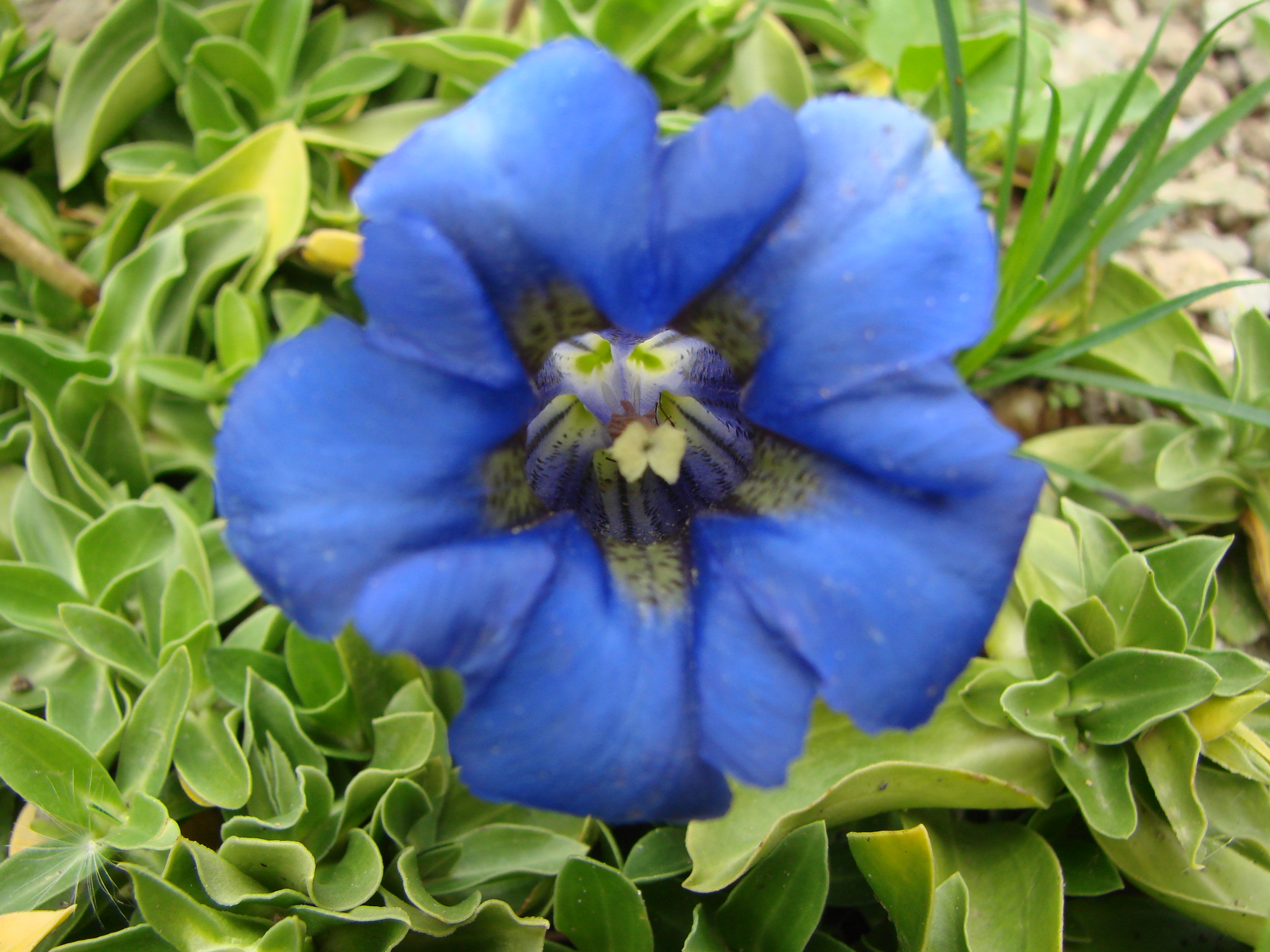
Gentiana occidentalis ssp. corbariensis
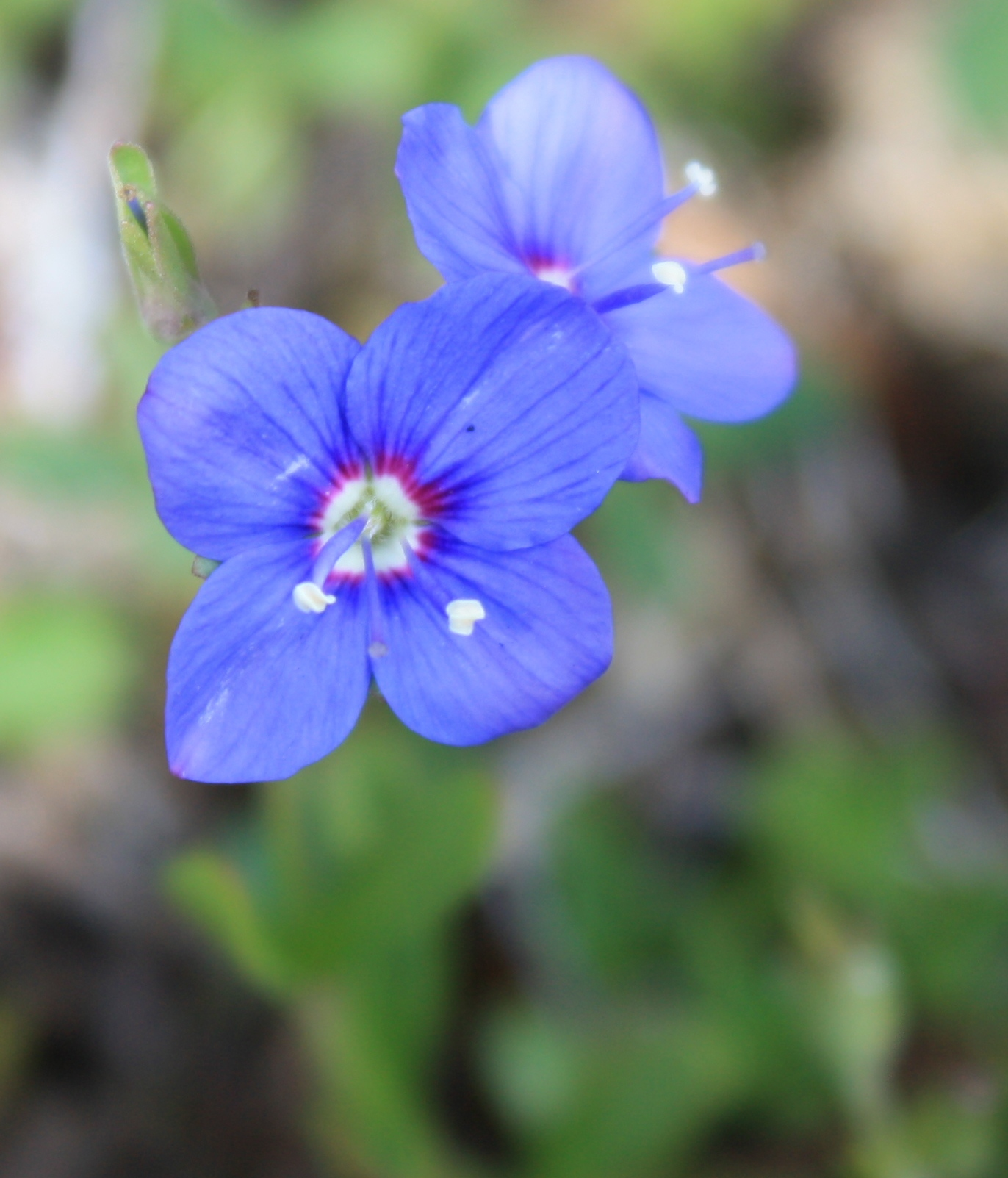
Veronica fruticans
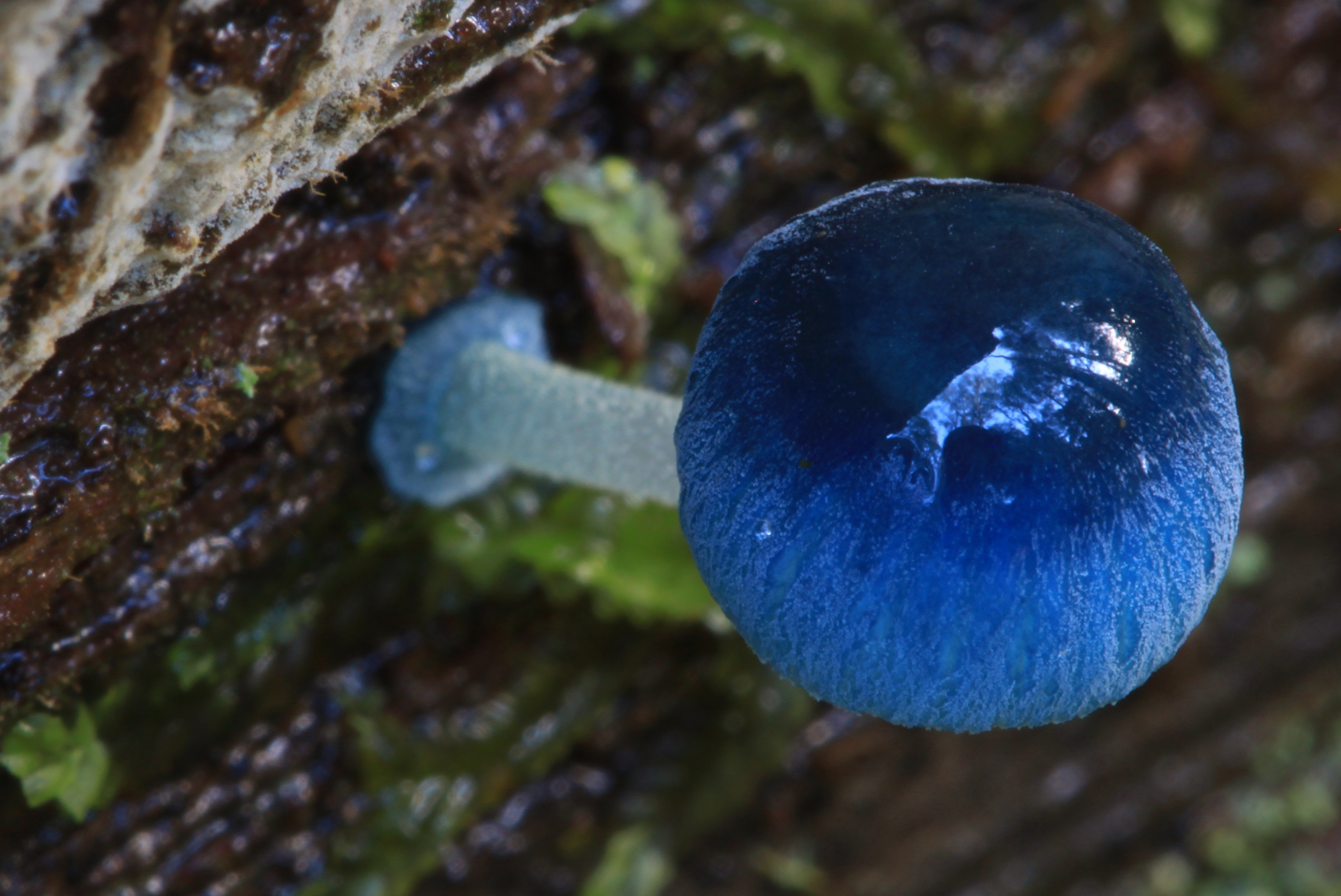
Mycena interrupta
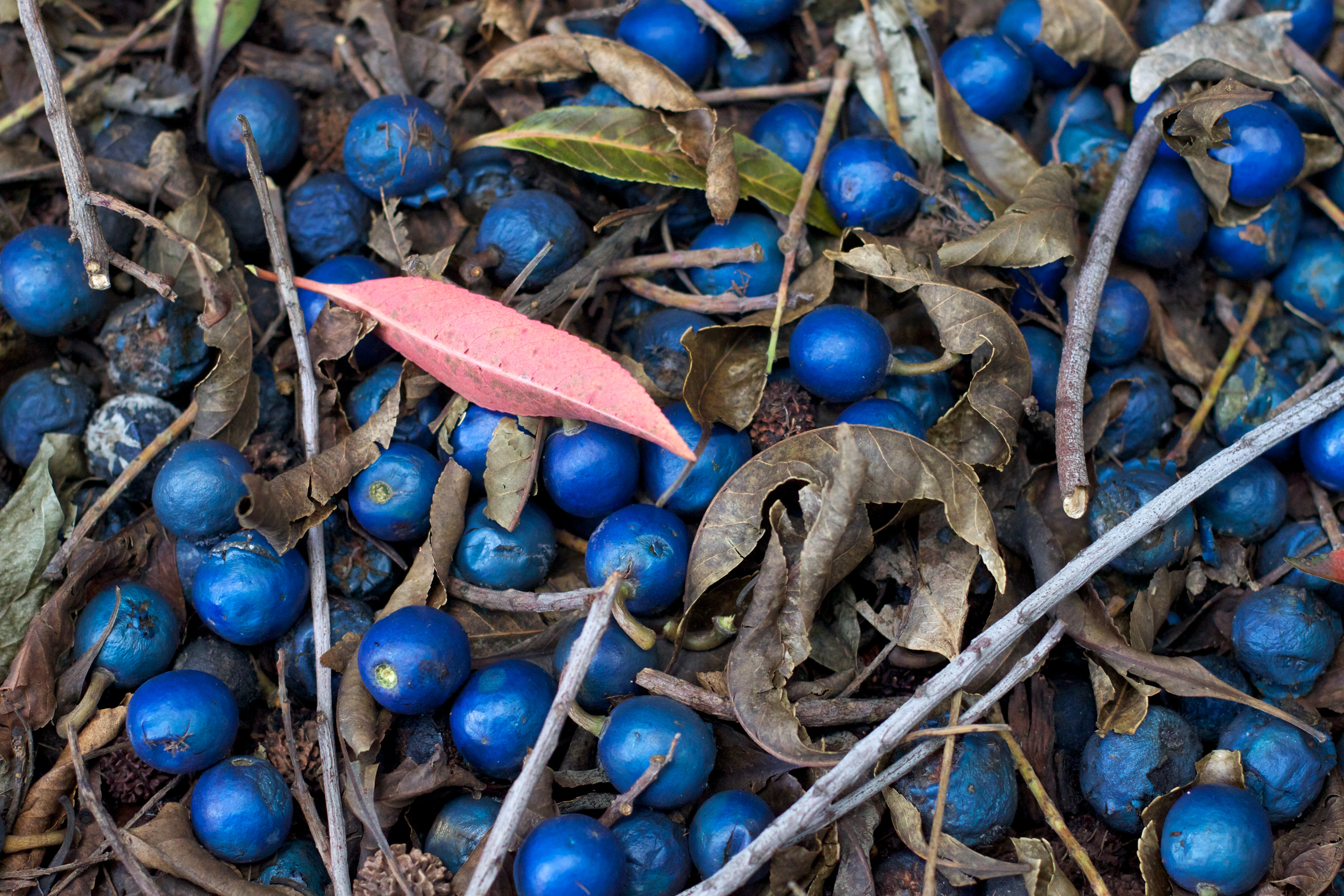
Elaeocarpus oblongus

Sebbene il colore blu nel mondo animale sia spesso considerato un colore "insolito", si ritrova in molti invertebrati (ad esempio farfalle come Morpho menelaus, dalle ali blu), ma anche in vertebrati (ad esempio nel piumaggio di molti uccelli), spesso combinato con altri colori.

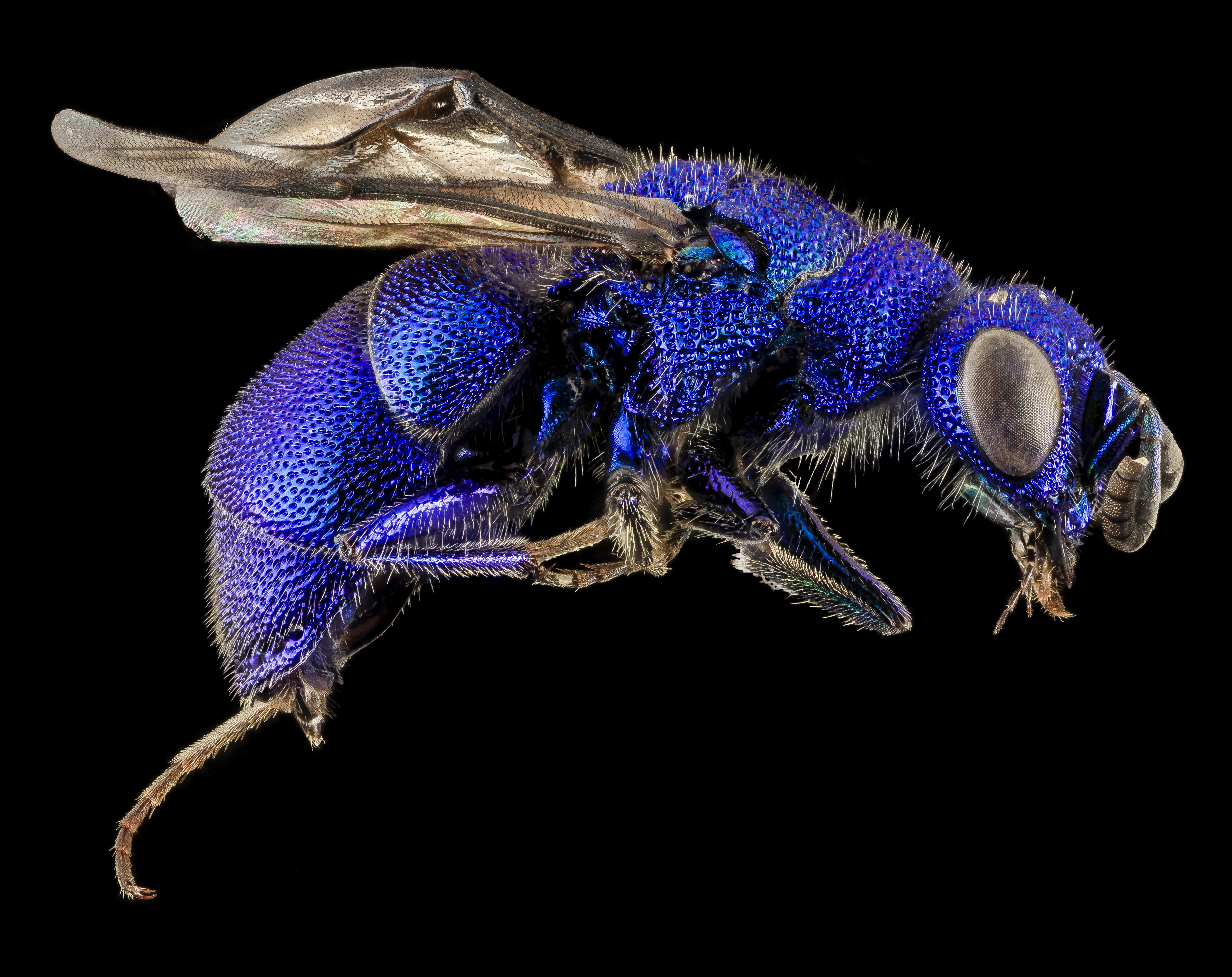
Ceratochrysis declinus
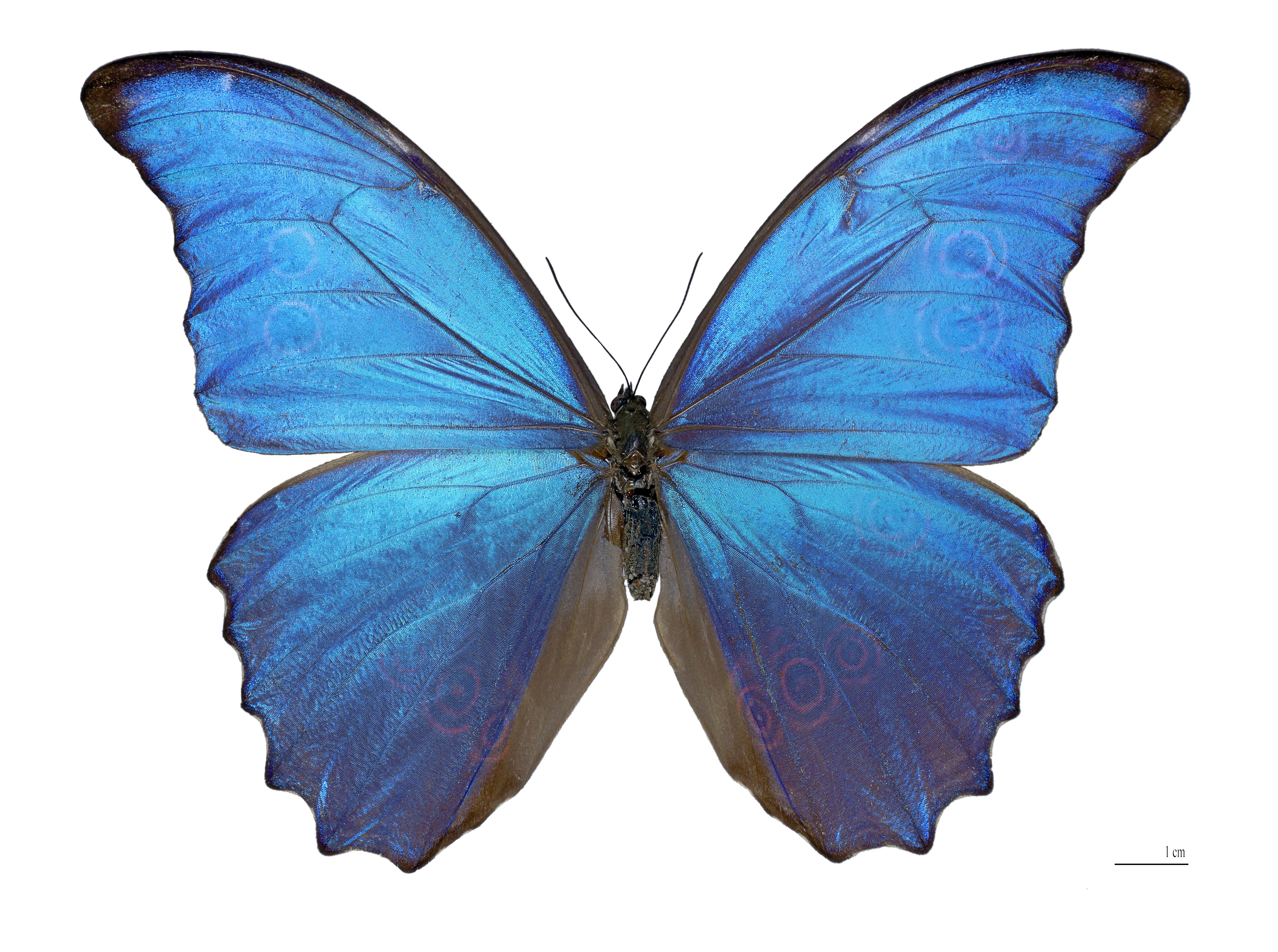
Morpho menelaus
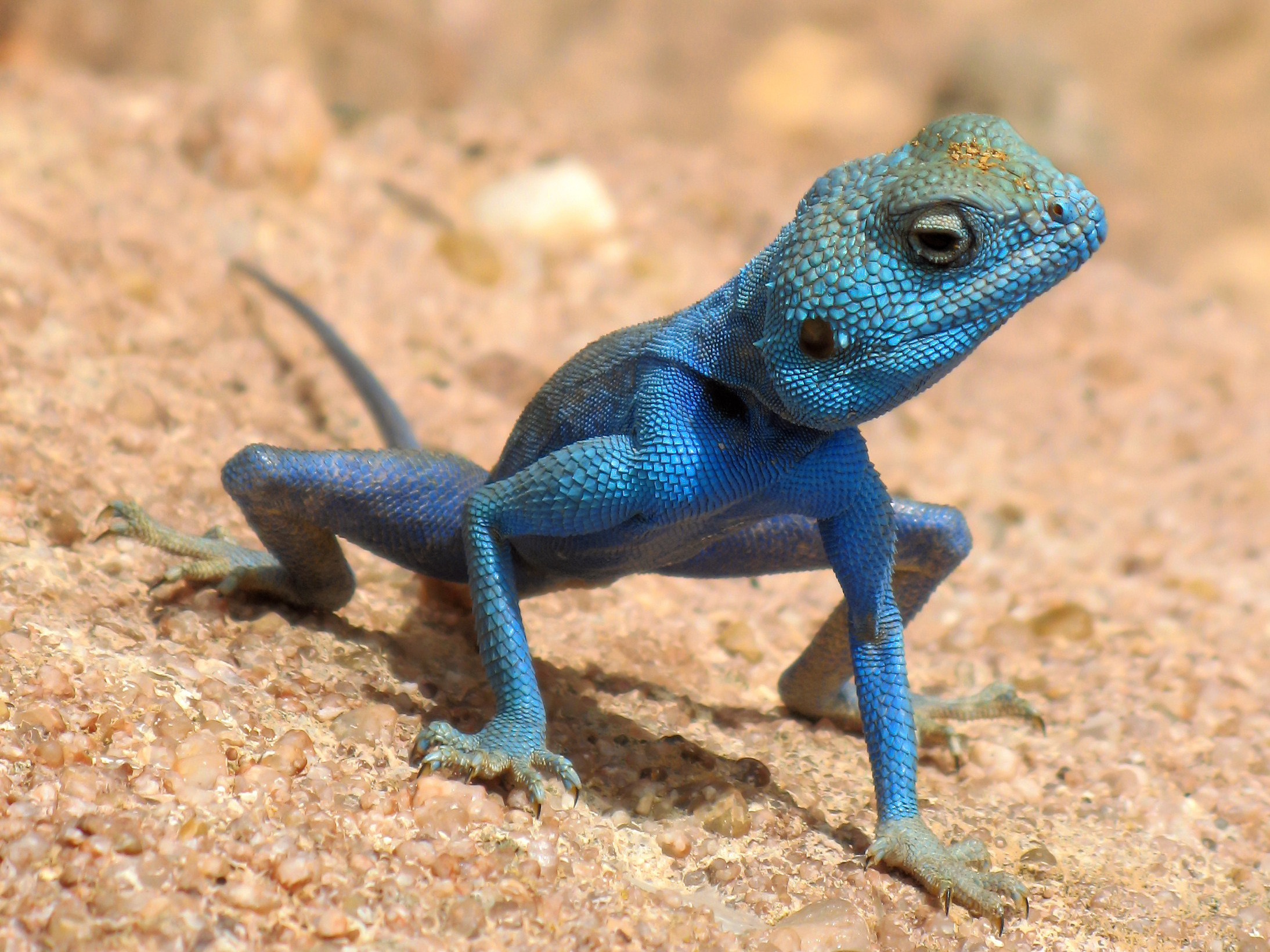
Pseudotrapelus sinaitus
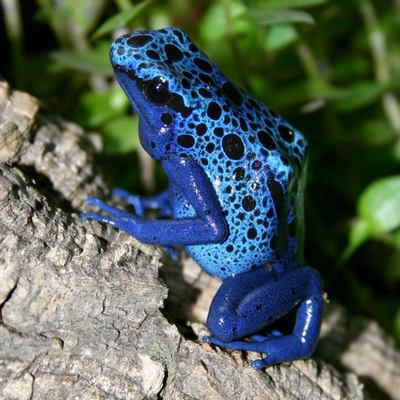
Dendrobates azureus
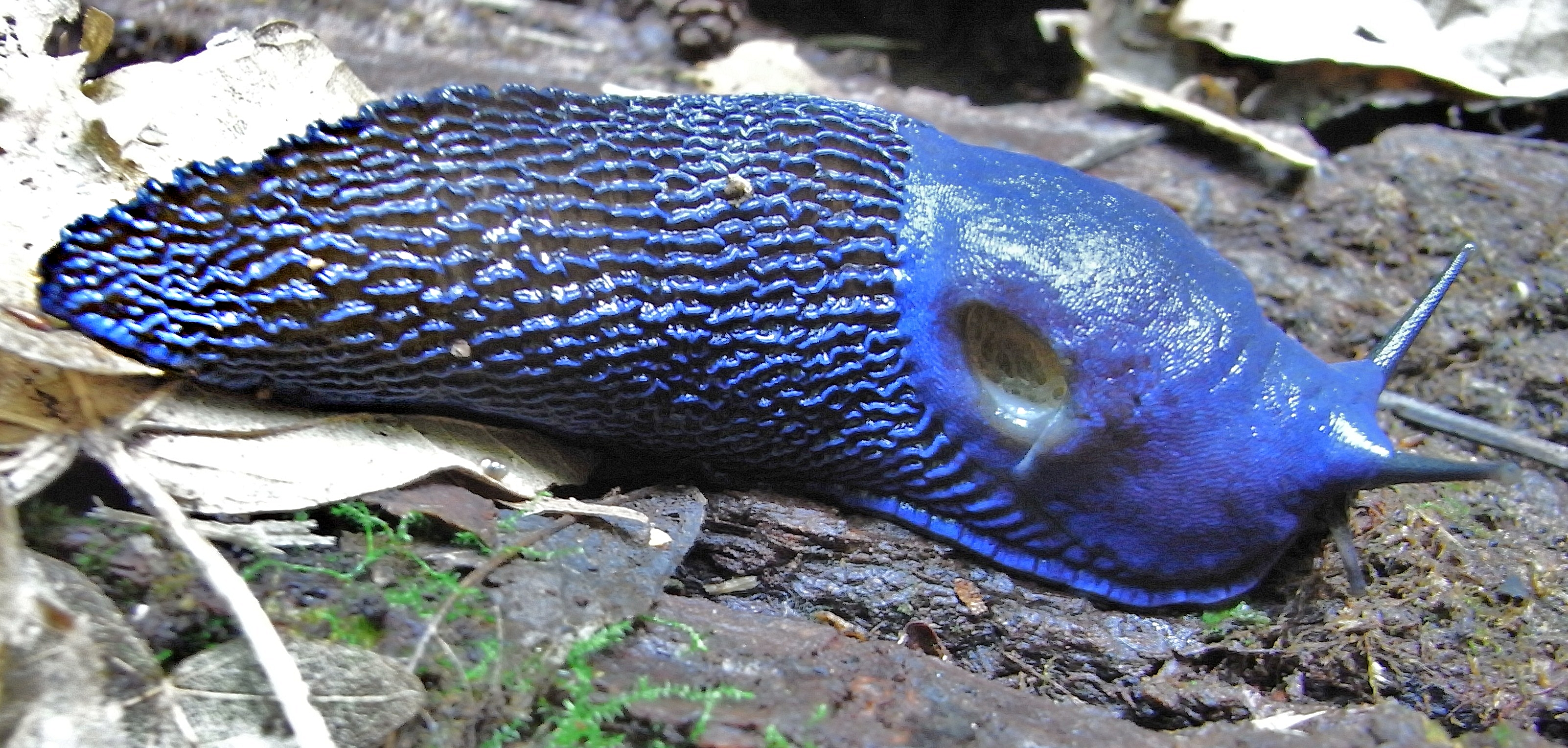
Bielzia coerulans
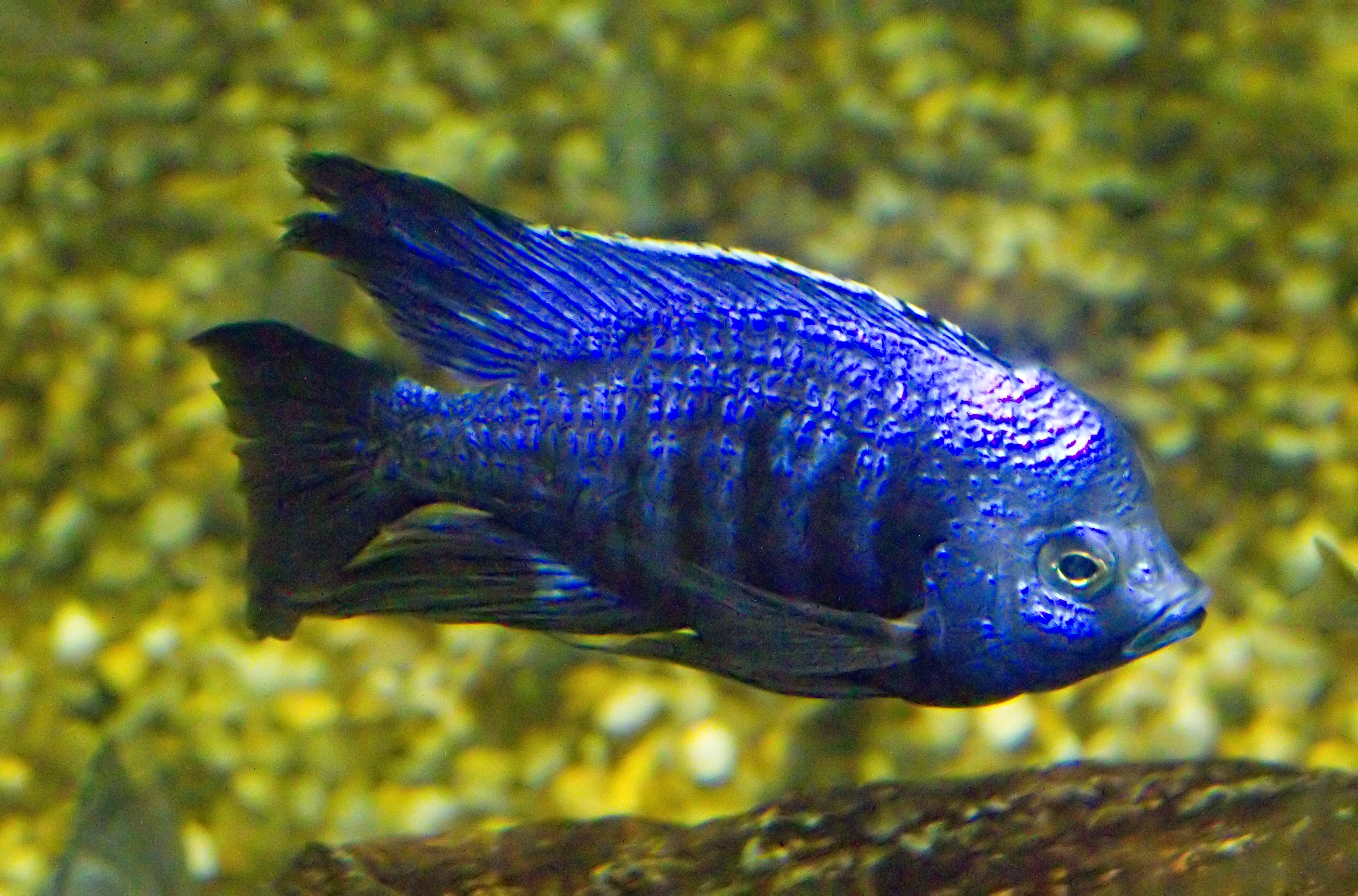
Copadichromis azureus
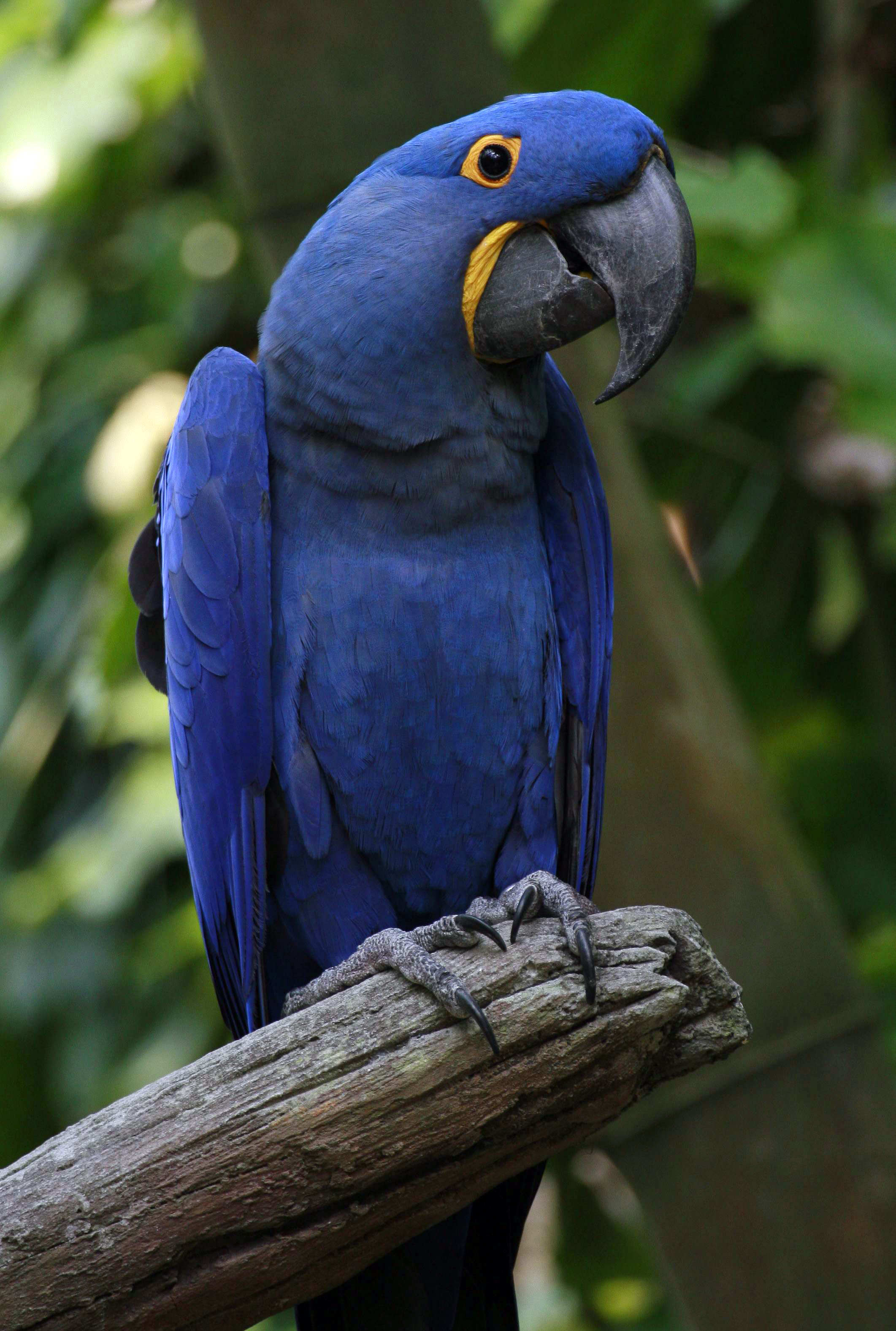
Anodorhynchus hyacinthinus
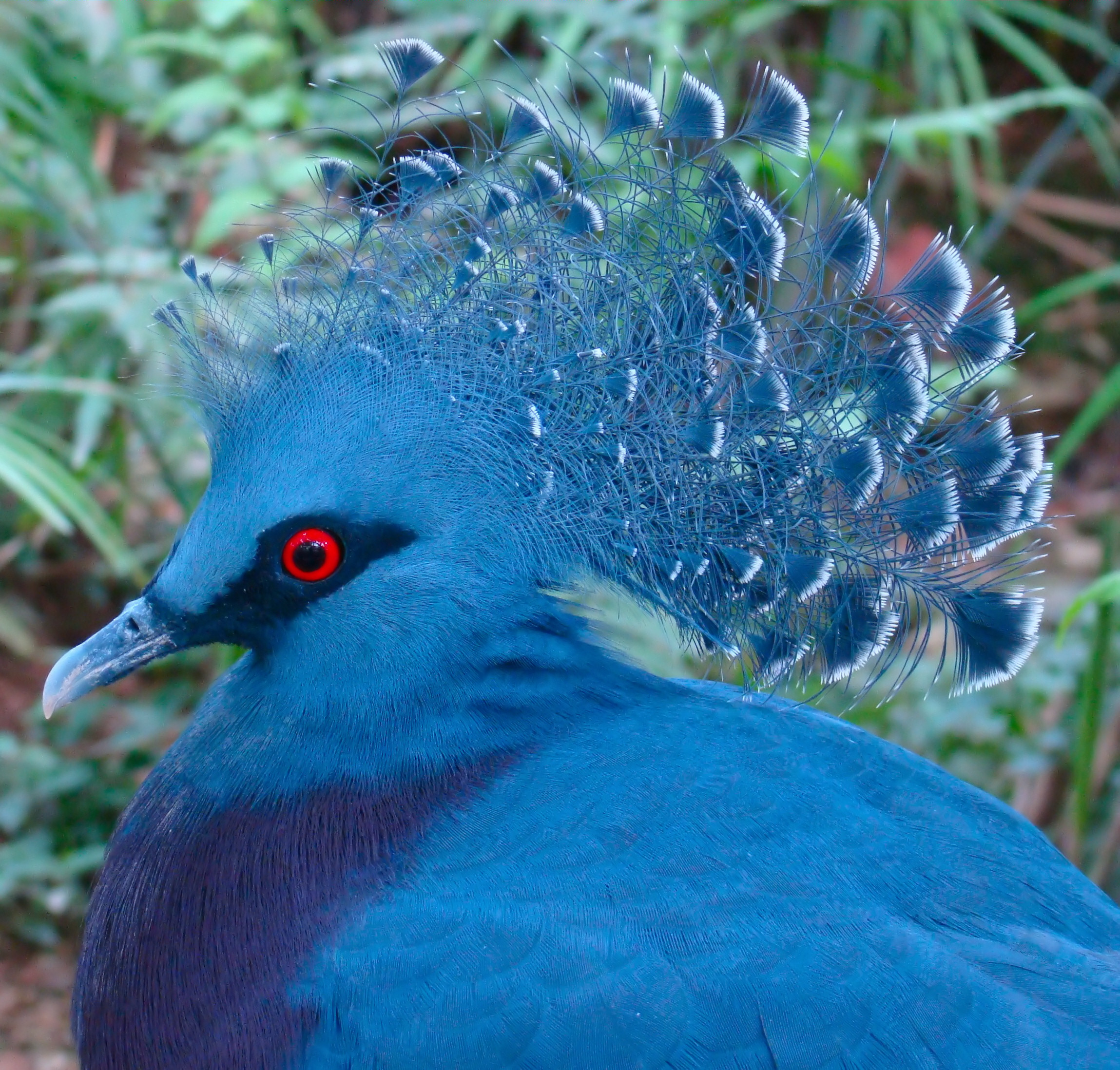
Goura victoria

## Percezione

### Negli esseri umani

Risposta dei coni a ciascuna lunghezza d'onda dello spettro visivo. Il campo del blu è maggiormente coinvolto dai coni di tipo S rispetto ai coni di M e L.

Negli esseri umani, il colore blu viene percepito attraverso dei coni (che sono delle cellule fotorecettrici presenti sulla retina dell'occhio) appositamente deputati a distinguere i colori. Esistono tre tipi di coni nell'occhio umano: S, M e L. Ciascuno di questi tipi percepisce un particolare intervallo di colori e la percezione dei singoli colori nasce dalla combinazione dei diversi stimoli. In particolare il colore blu è associato ad una stimolazione dei coni S molto maggiore rispetto alla stimolazione dei coni M e L.

### Negli animali
La percezione del colore blu è differente tra gli esseri umani e gli altri animali. Ad esempio i ragni, potendo percepire solo il colore verde e colori nell'ultravioletto, non percepiscono il colore blu.

## Colorazione

### Pigmenti e coloranti
Tradizionalmente il blu è stato considerato come un colore primario nella pittura. L'arancione è il suo complementare; ma in realtà questo non è corretto nella moderna teoria dei colori. Poiché la miscelazione dei pigmenti è un processo sottrattivo, si ha che i reali colori primari nella pittura sono il ciano, il magenta e il giallo (spesso viene aggiunto anche il nero per ragioni pratiche).
Prima della sintesi chimica dei colori, per ottenere una tinta blu, era necessario mescolare olio di lino e polvere di lapislazzulo; questo procedimento rendeva il blu il colore più costoso in assoluto tra la gamma dei colori a olio ed era quindi usato con molta parsimonia (al contrario di colori come il marrone in cui bastava mescolare olio e terra).

### In pirotecnica

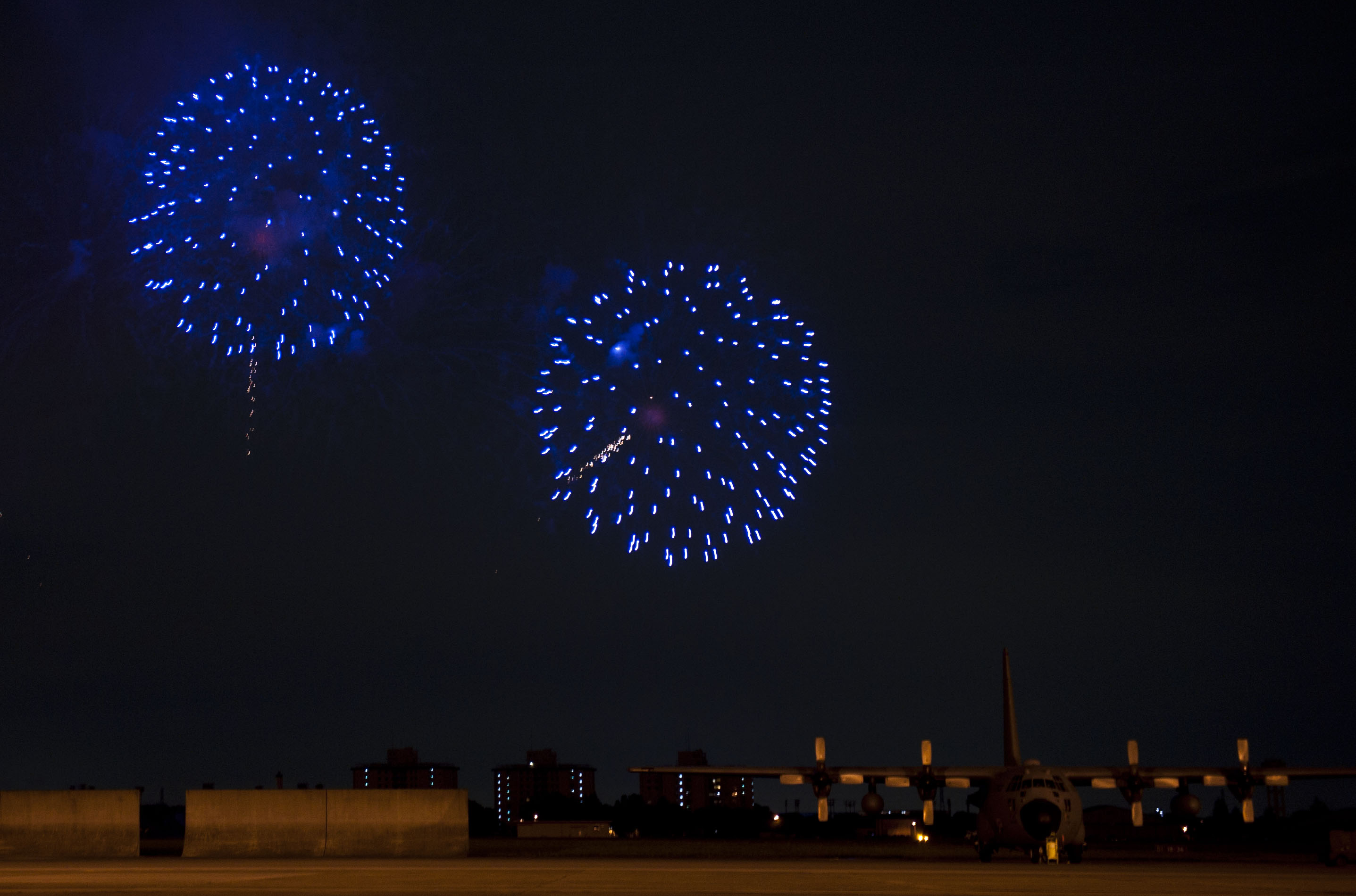
Fuochi d'artificio di colore blu.

Fuochi d'artificio di colore blu possono essere ottenuti da cloruro rameico e da polivinilcloruro.

### Nel vetro

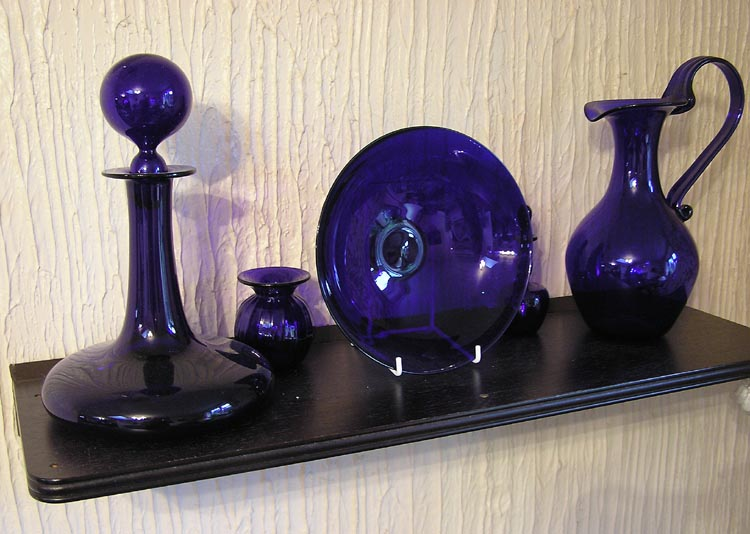
Collezione di oggetti in vetro di colore blu.

### Nella tecnologia laser

Lunghezze d'onda associate ai diversi tipi di laser commerciali.

### In chimica analitica

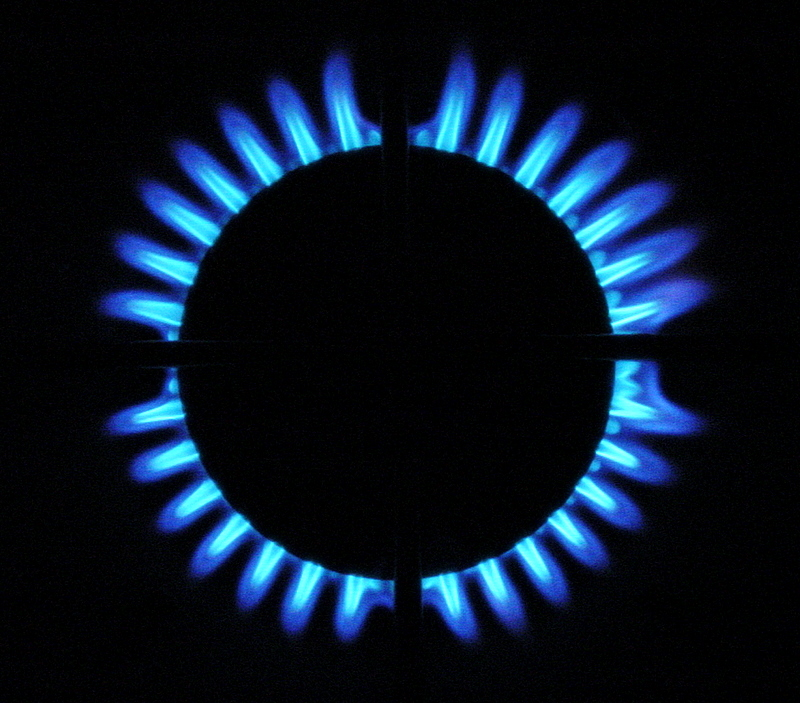
Fiamma di colore blu di un fornello a gas.

Nel saggio alla fiamma, una fiamma di colore blu può indicare la presenza di gallio, indio, rame, stagno o zinco. In generale, fiamme di colore blu indicano una temperatura di fiamma elevata (intorno ai 1400 °C circa).
Nell'indicatore universale, il colore blu denota una soluzione con pH fortemente basico.

## Codifica
Nell'ambito dell'elettronica, prima dell'avvento degli schermi a colore, il blu non poteva essere visualizzato attraverso gli schermi in bianco e nero. A partire dall'introduzione delle tecniche di cinematografia a colori (come il processo Kinemacolor del 1908 e il successivo Technicolor del 1916), è stato possibile visualizzare nello stesso schermo elettronico diverse sfumature di colori, tra cui anche il blu, utilizzando diverse codifiche del colore, tra cui quelle indicate di seguito.

### RGB

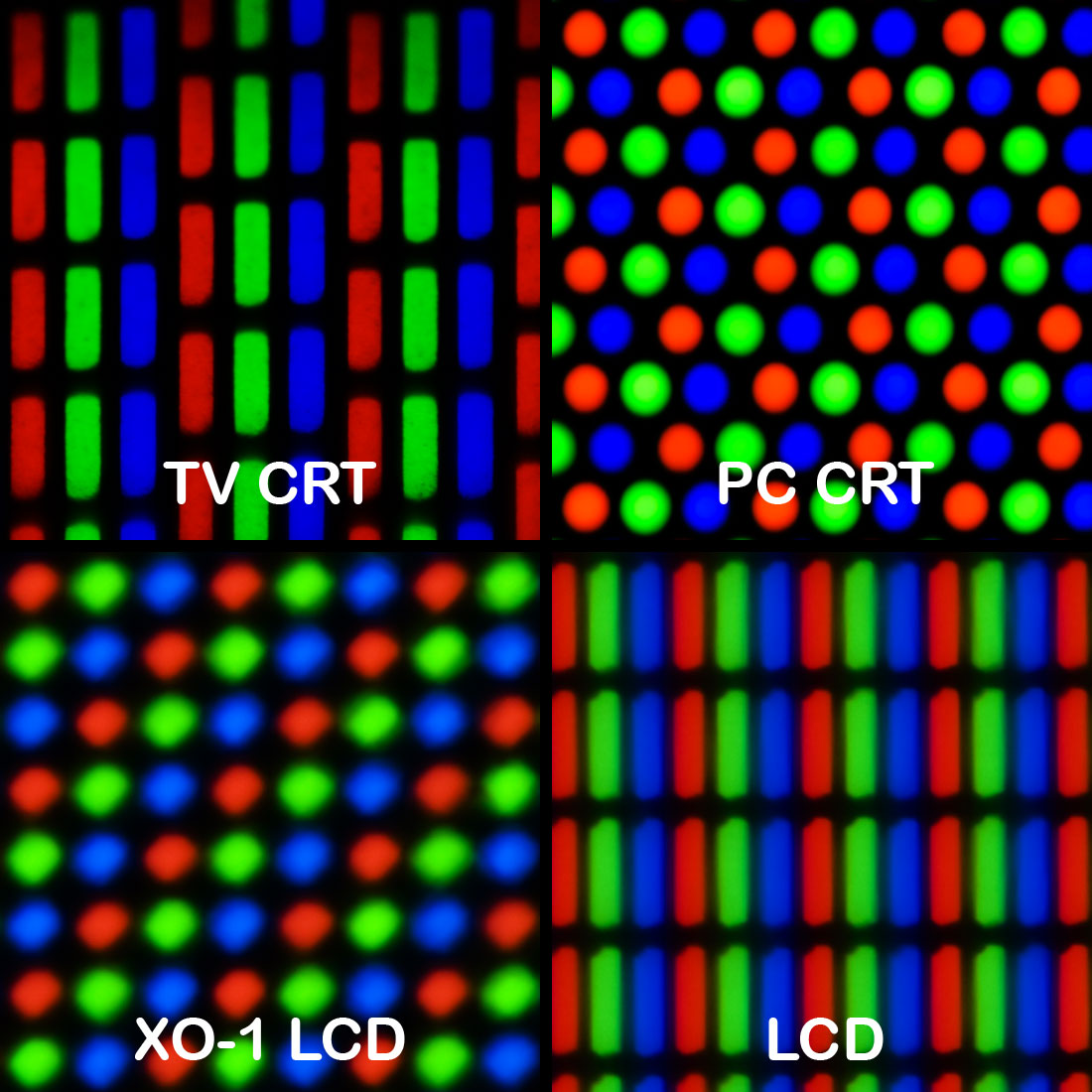

Il blu è uno dei tre colori utilizzati come colori primari nella codifica RGB assieme al rosso e al verde. Essendo il terzo tra i colori della terna RGB, il codice RGB del blu "puro" è quindi (0; 0; 255), ovvero con il valore massimo (255) della componente blu e un valore nullo (0) delle componenti rossa e verde. Tale combinazione nel sistema numerico esadecimale (HEX) corrisponde al valore #0000FF (utilizzato ad esempio nel linguaggio HTML per identificare il colore blu).
Gli schermi che si basano sulla codifica RGB hanno 3 tipi di pixel: rossi, verdi e blu, aventi una forma e una disposizione differente a seconda dello specifico tipo di schermo (ad esempio TV CRT, PC CRT o LCD); la visualizzazione del colore "blu" corrisponde dunque all'accensione dei soli pixel di colore blu, mentre la visualizzazione di varianti del colore blu corrisponde ad una combinazione dei 3 tipi di pixel nella quale i pixel di colore blu sono accesi con maggiore intensità rispetto ai pixel di colore rosso e verde.

### CMYK

Il colore blu (triangolo in alto a sinistra) può essere ottenuto dalla miscelazione sottrattiva del ciano (C) e del magenta (M).

Nella codifica CMYK (ciano-magenta-giallo-nero), che si basa sulla miscelazione dei colori sottrattiva, il colore blu è rappresentato come il colore ottenuto dall'addizione del ciano e del magenta, ovvero dalla quadrupla (100; 100; 0; 0), dove le componenti del ciano e del magenta presentano il valore massimo (100) mentre i componenti del giallo e del nero presentano valori nulli (0).

### HSV
Nella codifica HSV (tonalità, saturazione e valore), la tonalità del colore blu è associata ad un angolo di 240°, per cui il colore blu è rappresentato dalla terna (240°; 100%; 100%), dove la saturazione e il valore del colore sono entrambi al loro valore massimo (100%).

### HSL
Nella codifica HSL (tonalità, saturazione e luminosità), la tonalità del colore blu è associata ad un angolo di 240°, per cui il colore blu è rappresentato dalla terna (240°; 100%; 50%), dove la saturazione del colore è al loro valore massimo (100%), mentre la luminosità è al valore medio (50%).

## Combinazioni con altri colori
Nell'ambito del web, miscelando attraverso miscelazione sottrattiva il colore "blu" (inteso come colore la cui codifica esadecimale è #0000FF) con altri colori, si ottengono le seguenti combinazioni:
| Blu (#0000FF) | + | Bianco (#FFFFFF) | = | Azzurro (#8080FF)   |
| Blu (#0000FF) | + | Nero (#000000)   | = | Blu scuro (#000080) |
| Blu (#0000FF) | + | Rosso (#FF0000)  | = | Viola (#800080)     |
| Blu (#0000FF) | + | Verde (#00FF00)  | = | Blu-verde (#008080) |
| Blu (#0000FF) | + | Giallo (#FFFF00) | = | Grigio (#808080)    |

Le combinazioni della tabella precedente sono valide solo "a video" e i colori risultanti sono ottenuti a partire dal codice del colore, ovvero attraverso un procedimento matematico da cui si ottiene il codice del colore che è la combinazione "teorica" dei primi due colori.
Nel caso della pittura, della stampa e in altri ambiti in cui il colore blu non è ottenuto su uno schermo elettronico, bensì attraverso l'utilizzo di un pigmento o colorante, il colore che ne risulta può essere più o meno differente a seconda delle sostanze utilizzate, dal supporto e della proporzione dei due colori iniziali.
La miscelazione del blu con gli altri colori fornisce dei risultati differenti da quelli indicati sopra nel caso in cui si utilizzino tecniche di miscelazione additiva (ad esempio combinando tra loro due fasci di luce di due colori).

## Simbolismo
Nell'Antico Egitto il blu era opposto al rosso ed era considerato il colore dell'introspezione e dell'infinito, era anche la tinta della pelle del dio dell'aria Amon.
In Oriente era considerato positivo e protettore contro il malocchio; gli occhi blu, inoltre, si ritenevano segno di poteri magici.
Non veniva considerato un colore a sé stante, ma variazioni ora di bianco, ora di verde, ora di nero.
Cyanos, il blu greco, è il colore della sofferenza: "cianotico" è una persona pallida, sofferente. Tuttavia esisteva il Caeruleus, derivato da "caelum", che i romani utilizzavano per descriverne il particolare colore.
Successivamente verrà invece ad esser considerato come colore che dà serenità e invita alla calma, simboleggiando l'evasione e la pace.

### In psicologia
Da una breve analisi sociologica è emerso che il blu è il colore preferito da più della metà della popolazione occidentale.
Il blu è il colore della fedeltà, che designa un rapporto stabile e privo di tensioni, caratterizzato da sentimenti profondi.
È il colore della freddezza, della calma, della profondità del mare, del silenzio, della pace (insieme al bianco), della lealtà e dell'equilibrio (insieme al verde). È considerato anche simbolo di spiritualità, tranquillità, sensibilità e mistero.

### Nell'arte

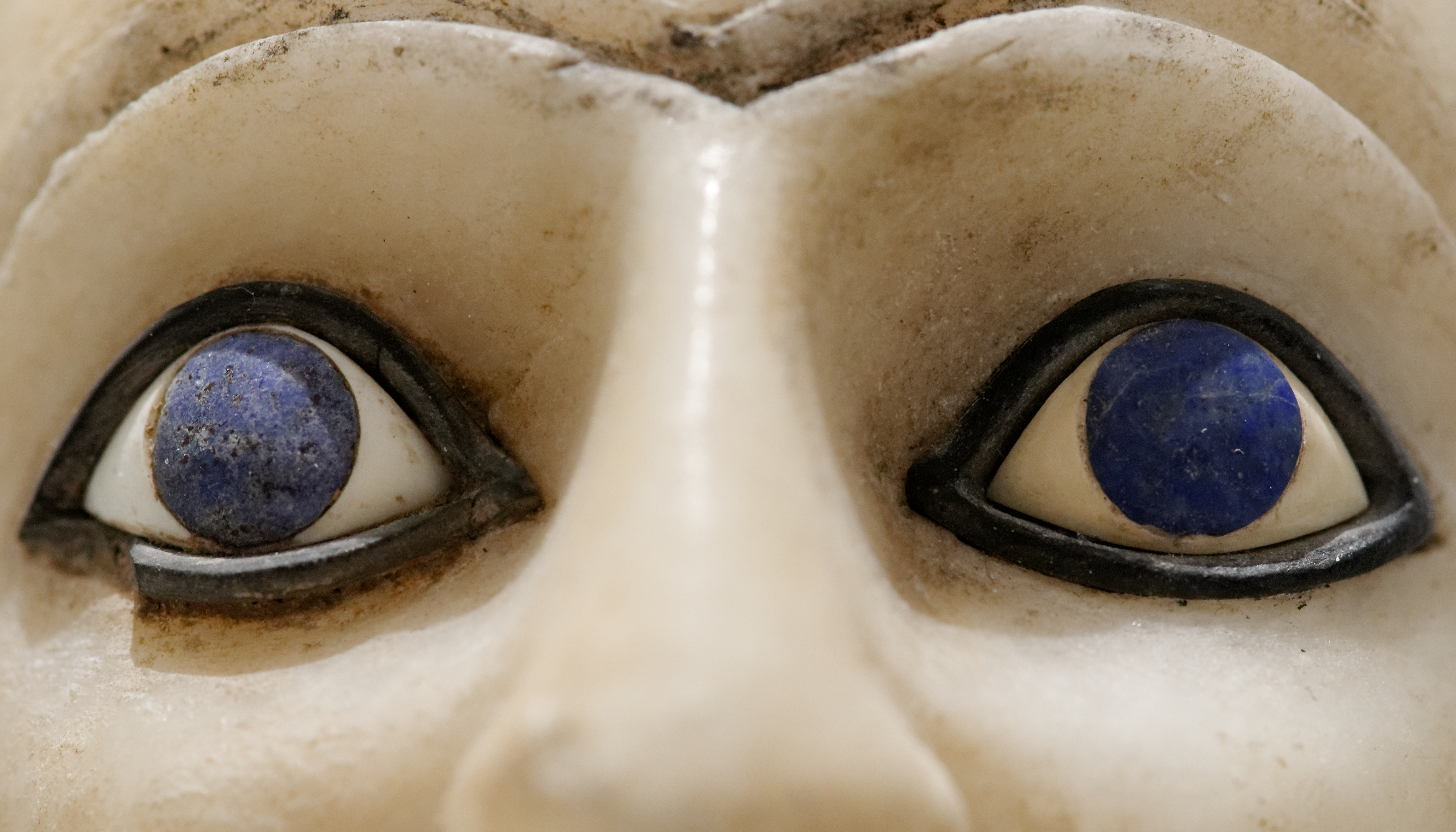
Primo piano degli intarsi in lapislazzuli delle iridi della statua di Ebih-Il (XXV secolo a.C.), rinvenuta nel tempio di Ishtar a Mari.

Gli usi sociali, artistici e religiosi del colore blu non risalgono alla notte dei tempi. Nelle pitture parietali del Paleolitico superiore si trovano rossi, neri, bruni e ocra di tutte le sfumature, ma non c'è posto per il blu. Anche in seguito, quando comparvero le prime tecniche di tintura degli abiti, l'uomo iniziò a tingere in blu molto tempo dopo il rosso, l'ocra, il rosa e il viola, probabilmente a causa della costante difficoltà di fabbricare buoni coloranti e pigmenti di quel colore. I primi coloranti blu conosciuti sono di origine vegetale - il guado in Europa, l'indaco in Asia e in Africa -, mentre i primi pigmenti blu provengono da minerali, di solito lapislazzuli o azzurrite.

### Nella musica
- "Blu" è termine utilizzato per definire la musica blues. "Avere i blues" è una condizione malinconica, che si può affiancare al portoghese saudade. Il blues è parola che ha caratterizzato e caratterizza lo status e la cultura delle popolazioni nere americane.

### In politica, araldica e vessillologia
- Il blu è il colore simbolo della nobiltà.
- In politica il blu è usato, nella maggior parte dei paesi, per indicare i partiti conservatori; tuttavia ciò non accade negli Stati Uniti, dove tradizionalmente il blu è il colore non ufficiale del Partito Democratico.[11]

### Festività e religione
- In sanscrito la parola nila significa sia nero che blu.
Śiva ha la gola colorata di blu, segno del veleno che ha ingoiato ma che non l'ha ucciso; a Krishna invece è attribuito un blu tendente al grigio, come le nuvole di un uragano.
- Nel Cristianesimo il blu è il colore della vergine Maria.

### Nella segnaletica
- Assieme al rosso, il blu è utilizzato nelle luci dei mezzi di soccorso (ad esempio: polizia, ambulanza, vigili del fuoco, ecc.), spesso rotanti.
- Nell'ambito della segnaletica stradale e della segnaletica di sicurezza sui posti di lavoro, il blu è utilizzato nei cartelli per indicare un obbligo (ad esempio: obbligo di svolta a destra, obbligo di indossare occhiali di protezione, ecc.).
- In Italia, il blu è utilizzato nei segnali stradali anche per indicare strade extraurbane principali.
- Nella segnaletica orizzontale il blu è utilizzato per la delimitazione di parcheggi soggetti al pagamento del tempo di sosta.

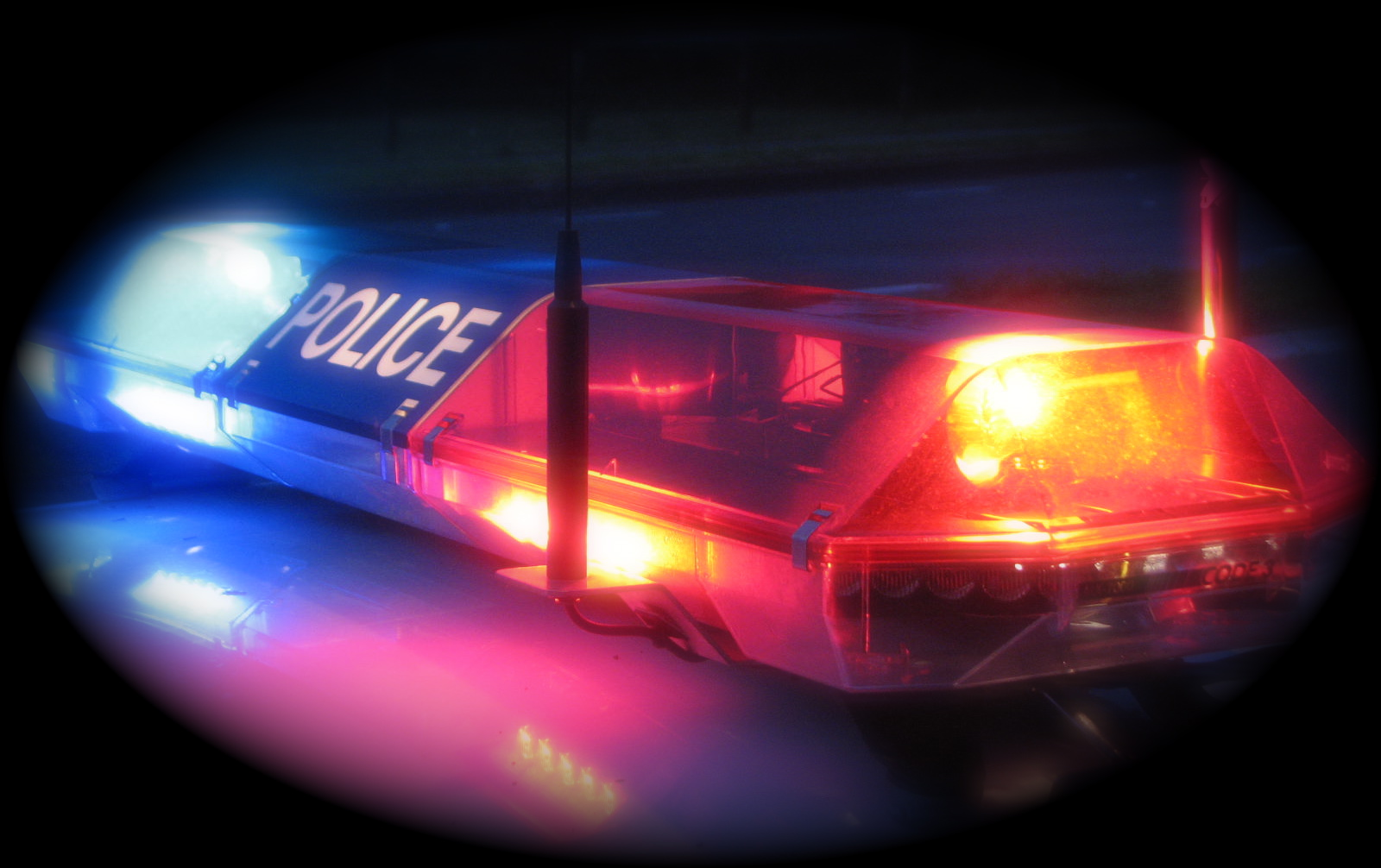
Luci blu rosse sopra il tettuccio di un'automobile della polizia
Segnale di obbligo di utilizzare occhiali di protezione
Segnale di inizio strada extraurbana principale

### Nello sport
- I Blu è il soprannome tradizionale delle nazionali di calcio francese e scozzese. Viene spesso utilizzato anche da quella degli Stati Uniti. In tutti e tre i casi la motivazione è storica e risale alla comune opposizione storica al rosso degli inglesi.[12]

### Nella cromoterapia
In cromoterapia il blu è considerato utile per il suo effetto altamente calmante. Rallenta la frequenza del battito cardiaco e la respirazione e abbassa la pressione sanguigna, tendendo a rilassare il corpo e allontanare il senso di ansia.
Ha proprietà antisettiche, astringenti e anestetizzanti. Si usa in tutti i sintomi che sviluppano calore e nei dolori. Ha inoltre effetti antispastici, rinfrescanti, analgesici e rilassanti.
È indicato come il colore rilassante per antonomasia. Essendo freddo e astringente, induce a una forte concentrazione mentale, distende il sistema nervoso, allevia l'ansia, ha un effetto calmante ed è utile per curare problematiche della pelle, come prurito, ma anche febbre, insonnia, coliche, diarrea, mal di denti, emicrania, palpitazioni, mal di gola, infiammazioni agli occhi, dolori mestruali e renali, e casi di iperemotività, psoriasi, orticaria, eczemi. Inoltre il blu è considerato un grande purificatore del sangue e ha una spiccata azione sulla mente.

### In medicina
- Nelle tavole anatomiche in medicina, per convenzione il blu indica le vene, cioè i vasi che si dirigono verso il cuore.

### Altre simbologie

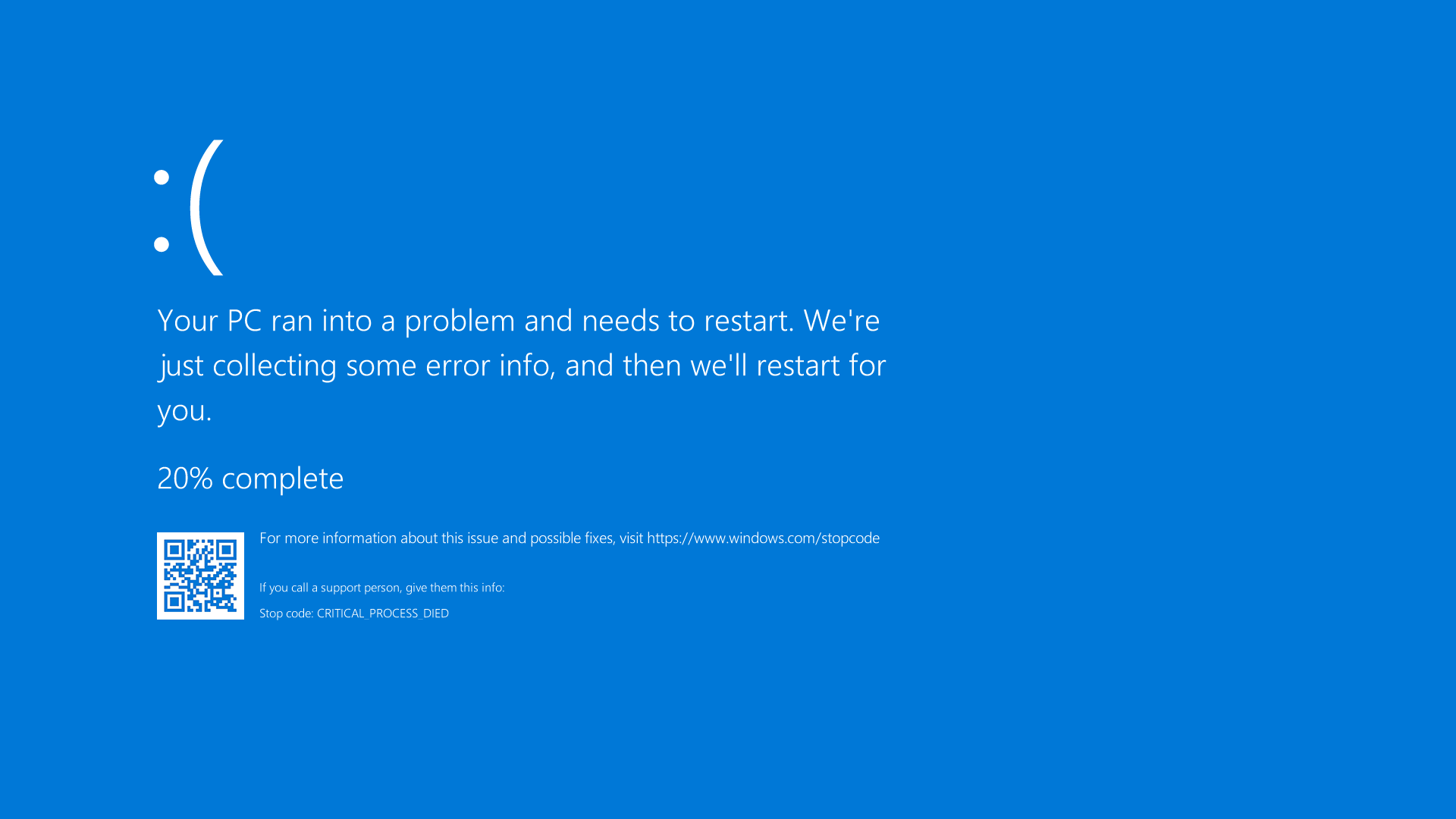
Esempio di Blue Screen of Death sul sistema operativo Windows 10.

- La "schermata blu della morte" (Blue Screen of Death, BSoD) è conosciuta dagli utenti del sistema operativo Microsoft Windows come il blocco totale del sistema.
- Blámenn (gli "uomini blu") era il soprannome dato ai neri dalla popolazione islandese degli anni 1800-1900.

## Nel lessico
- Per i Maya il blu non si distingue dal verde e dal punto di vista linguistico esiste una sola parola per definirli.
Nella loro mistica il blu-verde è il colore del centro dell'universo.
- Esiste il detto: "Avere una fifa blu" per dire una paura molto accentuata.
- Nello slang australiano ("Strine") "blue" viene utilizzato con diversi significati:
  - making a blue: fare un errore
  - picking a blue: iniziare una discussione o una battaglia
  - copping a bluey: ricevere una multa (per infrazione del codice della strada)
  - blue o bluey sono dette anche le persone con i capelli rossi[16]
- Blu è spesso chiamato un formaggio erborinato, cioè un formaggio con le muffe.
- il formato Blu-ray Disc si chiama così per l'impossibilità da parte della Sony di registrare il nome inglese Blue.
- In piemontese si usa l'espressione "dare il blu" per indicare il troncare i rapporti con qualcuno.[17]